# Mbokov
Mbokov est une localité du Cameroun située dans la région du Nord-Ouest et le département du Bui. Elle fait partie de la commune de Mbiame.

## Localisation
Le village de Mbokov est situé à environ 89 km de Bamenda, le chef-lieu de la Région du Nord-Ouest, et à 258 km de Yaoundé, la capitale du Cameroun.

## Population
Lors du recensement de 2005, on y a dénombré 731 habitants dont 333 hommes et 398 femmes.

## Éducation
Il y a une deux écoles primaires : Mbokov GS construite en 2009 et Mbokov CS construite en 1993.